# چیپتا (آنگولا)
چیپتا (به لاتین: Chipeta) یک منطقهٔ مسکونی در آنگولا است که در کتبلا، آنگولا واقع شده‌است.